# Santa Mariana
Santa Mariana là một đô thị thuộc bang Paraná, Brasil. Đô thị này có diện tích 423,909 km², dân số năm 2007 là 12143 người, mật độ 28,6 người/km².